# 25367 Cicek
25367 Cicek (tên chỉ định: 1999 TC96) là một tiểu hành tinh vành đai chính. Nó được phát hiện bởi dự án Nghiên cứu tiểu hành tinh gần Trái Đất Lincoln ở Socorro, New Mexico, ngày 2 tháng 10 năm 1999. Nó được đặt theo tên Kazim Cicek, an American educator ở Hanover, Maryland.